# رانینگ واتر، داکوتای جنوبی
رانینگ واتر (به انگلیسی: Running Water) یک منطقهٔ مسکونی در ایالات متحده آمریکا است که در شهرستان بن هوم، داکوتای جنوبی واقع شده‌است. رانینگ واتر ۵٫۴ کیلومتر مربع مساحت و ۳۶ نفر جمعیت دارد و ۳۸۱٫۳۱ متر بالاتر از سطح دریا واقع شده‌است.